# Jürgen Schneider (ballarí)
|  | Aquest article tracta sobre el ballarí i professor de ballet alemany. Vegeu-ne altres significats a «Jürgen Schneider». |

Jürgen Schneider (Berlín, 2 de maig de 1936 - Miami Beach, 15 d'agost de 1995) fou un ballarí alemany, professor de ballet clàssic.
Nascut al Berlín Oriental, s'hi va formar en l'escola estatal de ballet, i després en l'Institut Estatal d'Arts Teatrals de Moscou, al Ballet del Bolxoi i a l'Institut Estatal Coreogràfic de Leningrad, on va tenir de mestres a Nicolai Tarasov i Aleksander Pushkin, i hi va coincidir amb Rudolf Nureyev. Va actuar amb diverses companyies d'Alemanya de l'Est, i en la de l'Òpera Còmica de Berlín va exercir de mestre de ballet entre el 1968 i el 1971. Des d'aquest any, emigrat a Occident, va ensenyar ballet a Stuttgart fins al 1973, al Bayerisches Staatsballett de Múnic els dos anys següents, i a l'American Ballet Theatre del 1975 al 1991. A Astoria (Queens), el 1992 va fundar i dirigir TwWo, també conegut com a Teacher Workshop, que oferia programes de formació en ballet clàssic, i el mateix any va rebre el doctorat honorari de la Western Michigan University. El 1995 es va traslladar a Miami Beach, però continuà treballant com a professor convidat al Royal Ballet de Londres. S'ofegà a Miami Beach quan tenia 59 anys, deixant viuda i un fill.